# Iglesia Bautista del Tabernáculo
La Iglesia Bautista del Tabernáculo es una histórica iglesia bautista ubicada en el 1431 de Broad St. en Selma, Alabama, Estados Unidos.

## Historia
Fue construida en 1922 por el arquitecto afroestadounidense, David T. West. La iglesia forma parte de la Convención Nacional Bautista y está incluida en el Registro Nacional de Lugares Históricos desde el 2013.